# جو ميلر (لاعب كرة قدم)
جو ميلر (بالإنجليزية: Joe Miller)‏ (8 ديسمبر 1967 بغلاسكو في المملكة المتحدة - ) هو مدرب كرة قدم ولاعب كرة قدم بريطاني في مركز جناح. شارك مع منتخب اسكتلندا تحت 21 سنة لكرة القدم. أما مع النوادي، فقد لعب مع دندي يونايتد وريث روفرز ونادي أبردين ونادي سلتيك ونادي كلايد وباراماتا باور ‏ ونادي كلايدبانك ‏.

## وصلات خارجية
- جو ميلر على موقع قاعدة بيانات كرة القدم.إي يو (الإنجليزية)
- جو ميلر على موقع Soccerbase.com (لاعب) (الإنجليزية)